# Trirema

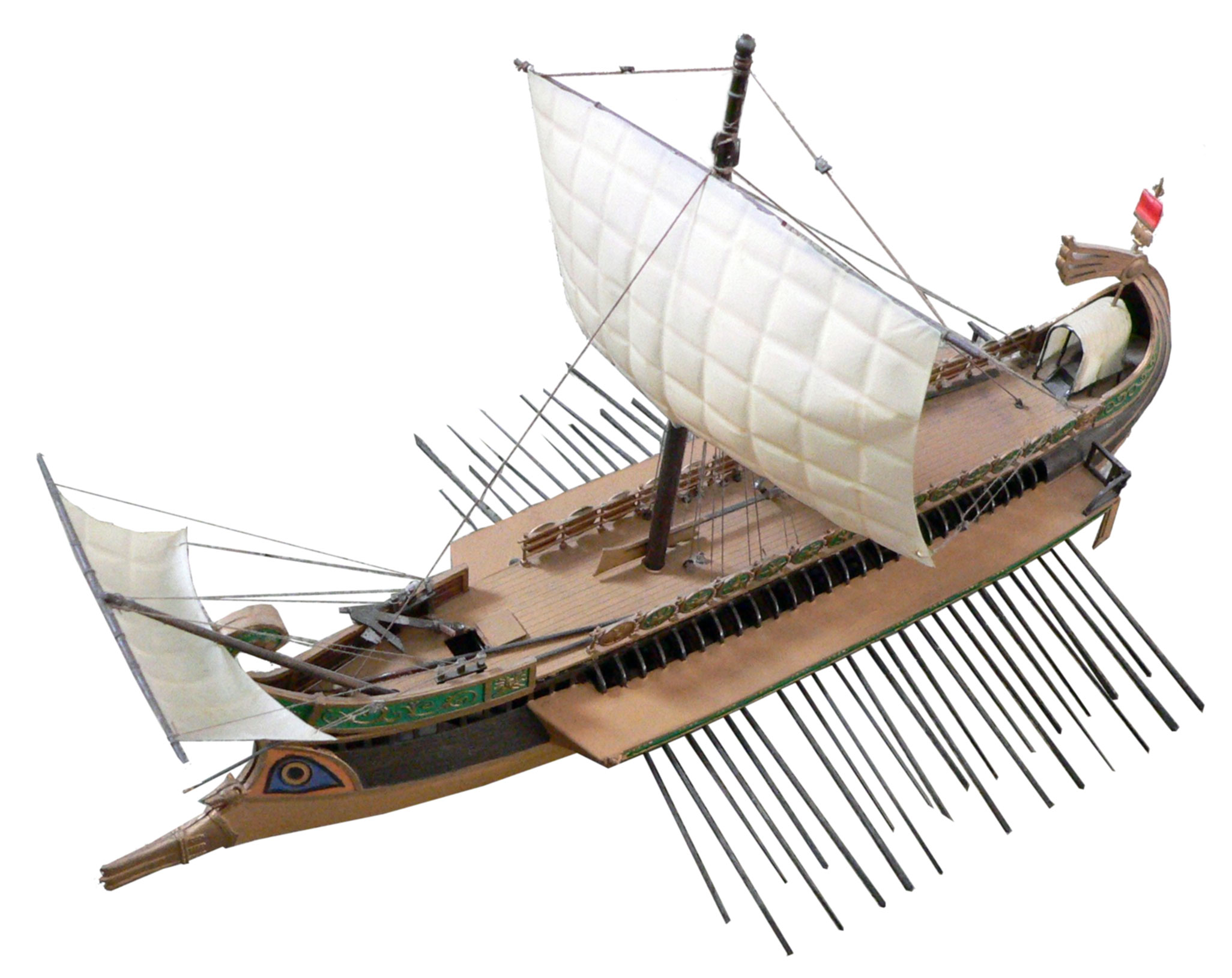
Model rzymskiej triremy

Schemat kruka (pomostu bojowego)

Trirema – starorzymski okręt wiosłowo-żaglowy wzorowany na starogreckiej trierze.
Triremy wyposażone były w 1-2 żagle, ale pełniły one rolę pomocniczą, zasadniczym środkiem napędu były wiosła (36-metrowa trirema miała ok. 90 wioślarzy na jednej burcie). Nie jest jasne, jak rozmieszczeni byli wioślarze: obok siebie, piętrowo, czy też z kilkuosobową obsługą jednego wiosła. Główną broń triremy (triery) stanowił taran, lecz Rzymianie wprowadzili do jej konstrukcji znaczące ulepszenia. Na rufie ustawiono wieżę dla łuczników, a na dziobie zamontowano przymocowany do małego masztu, ciężki obrotowy pomost zwany krukiem. Zarzucano go na pokład okrętu przeciwnika, zarazem unieruchamiając go, a żołnierzom umożliwiając szybkie i łatwe dokonanie abordażu. Rzymianie też jako pierwsi stworzyli specjalne oddziały piechoty morskiej, której oddziały umieszczano na okrętach (na większej od triremy kwinkweremie umieszczano nawet 140 żołnierzy obok 30 żeglarzy i 270 wioślarzy); w połączeniu z pomostami abordażowymi dawało to bardzo groźną kombinację, skutecznie stosowaną w czasie wojen punickich z Kartaginą.